# Gotra bimaculata
Gotra bimaculata är en stekelart som beskrevs av Cheesman 1936. Gotra bimaculata ingår i släktet Gotra och familjen brokparasitsteklar. Inga underarter finns listade i Catalogue of Life.